# Komenda Rejonu Uzupełnień Szamotuły

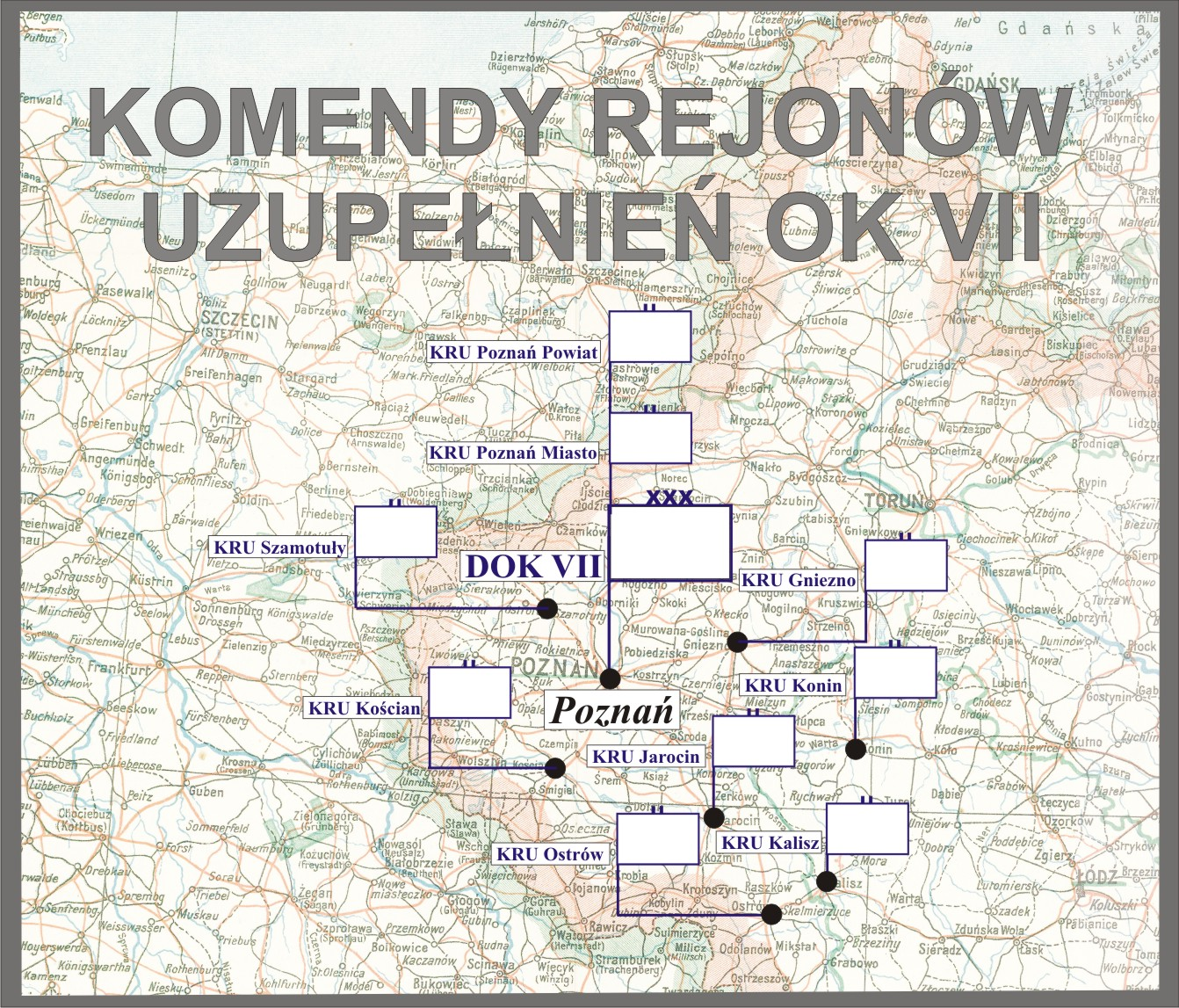
Komendy rejonów uzupełnień DOK VII

Komenda Rejonu Uzupełnień Szamotuły (KRU Szamotuły) – organ wojskowy właściwy w sprawach uzupełnień Sił Zbrojnych II Rzeczypospolitej i administracji rezerw w powierzonym mu rejonie.

## Historia komendy
W czerwcu 1921 roku PKU Szamotuły była podporządkowana Dowództwu Okręgu Generalnego „Poznań” i obejmowała swoją właściwością powiaty: czarnkowski, międzychodzki, nowotomyski, szamotulski i wieleński.
15 listopada 1921 roku, po wprowadzeniu podziału kraju na dziesięć okręgów korpusów oraz wprowadzeniu pokojowej organizacji służby poborowej, dotychczasowa PKU Szamotuły została podporządkowana Dowództwu Okręgu Korpusu Nr VII w Poznaniu i obejmowała swoją właściwością powiaty: czarnkowski, międzychodzki, obornicki, szamotulski i wieleński. Powiat obornicki został wyłączony z PKU Poznań Powiat, której z kolei podporządkowano powiat nowotomyski.
18 listopada 1924 roku weszła w życie ustawa z dnia 23 maja 1924 roku o powszechnym obowiązku służby wojskowej, a 15 kwietnia 1925 roku rozporządzenie wykonawcze ministra spraw wojskowych do tejże ustawy, wydane 21 marca tego roku wspólnie z ministrami: spraw wewnętrznych, zagranicznych, sprawiedliwości, skarbu, kolei, wyznań religijnych i oświecenia publicznego, rolnictwa i dóbr państwowych oraz przemysłu i handlu. Wydanie obu aktów prawnych wiązało się z przejęciem przez władze cywilne (administracji I instancji) większości zadań związanych z przygotowaniem i przeprowadzeniem poboru. Przekazanie większości zadań władzom cywilnym umożliwiło organom służby poborowej zajęcie się wyłącznie racjonalnym rozdziałem rekruta oraz ewidencją i administracją rezerw. Do tych zadań dostosowana została organizacja wewnętrzna powiatowych komend uzupełnień i ich składy osobowe. Poszczególne komendy różniły się między sobą składem osobowym w zależności od wielkości administrowanego terenu.
W marcu 1930 roku PKU Szamotuły była nadal podporządkowana Dowództwu Okręgu Korpusu Nr VII w Poznaniu i administrowała powiatami: czarnkowskim, międzychodzkim, obornickim i szamotulskim. W grudniu tego roku komenda posiadała skład osobowy typ III.
1 lipca 1938 roku weszła w życie nowa organizacja służby uzupełnień, zgodnie z którą dotychczasowa PKU Szamotuły została przemianowana na Komendę Rejonu Uzupełnień Szamotuły przy czym nazwa ta zaczęła obowiązywać 1 września 1938 roku, z chwilą wejścia w życie ustawy z dnia 9 kwietnia 1938 roku o powszechnym obowiązku wojskowym. Obok wspomnianej ustawy i rozporządzeń wykonawczych do niej, działalność KRU Szamotuły normowały przepisy służbowe MSWojsk. D.D.O. L. 500/Org. Tjn. Organizacja służby uzupełnień na stopie pokojowej z 13 czerwca 1938 roku. Zgodnie z tymi przepisami komenda rejonu uzupełnień była organem wykonawczym służby uzupełnień .
Komendant rejonu uzupełnień w sprawach dotyczących uzupełnień Sił Zbrojnych i administracji rezerw podlegał bezpośrednio dowódcy Okręgu Korpusu Nr VII, który był okręgowym organem kierowniczym służby uzupełnień. Rejon uzupełnień nie uległ zmianie i nadal obejmował powiaty: czarnkowski, międzychodzki, obornicki i szamotulski.

## Obsada personalna
Poniżej przedstawiono wykaz oficerów zajmujących stanowisko komendanta Powiatowej Komendy Uzupełnień i komendanta rejonu uzupełnień oraz wykaz osób funkcyjnych (oficerów i urzędników wojskowych) pełniących służbę w PKU i KRU Szamotuły, z uwzględnieniem najważniejszych zmian organizacyjnych przeprowadzonych w 1926 i 1938 roku.
| Komendanci                          | Komendanci              | Komendanci                                |
| ----------------------------------- | ----------------------- | ----------------------------------------- |
| stopień, imię i nazwisko            | okres pełnienia funkcji | kolejne stanowisko służbowe (dalsze losy) |
| por. Józef Franciszek Frydrychowicz | od 19 I 1920            |                                           |
| ppłk piech. Karol Steinbach         | do V 1923               | komendant PKU Warszawa Miasto III         |
| ppłk piech. Mikołaj Koiszewski      | V – 1 XI 1923           | komendant PKU Łuków                       |
| mjr / ppłk piech. Józef Sawicz      | 1 XI 1923 – XII 1926    | komendant PKU Baranowicze                 |
| ppłk piech. Eustachy Serafinowicz   | XII 1926 – I 1929       | inspektor poborowy OK IV                  |
| ppłk art. dr Ludwik Tobolewicz      | III 1929 – I 1930       | dyspozycja dowódcy OK VII                 |
| ppłk piech. Kazimierz Szcześniak    | III 1930 – 28 II 1933   | stan spoczynku                            |
| ppłk piech. Paweł Thomas            | XI 1933 – 1939          | internowany w Rumunii                     |

| Obsada pozostałych stanowisk funkcyjnych PKU w latach 1921–1925 | Obsada pozostałych stanowisk funkcyjnych PKU w latach 1921–1925 | Obsada pozostałych stanowisk funkcyjnych PKU w latach 1921–1925 | Obsada pozostałych stanowisk funkcyjnych PKU w latach 1921–1925 |
| --------------------------------------------------------------- | --------------------------------------------------------------- | --------------------------------------------------------------- | --------------------------------------------------------------- |
| I referent                                                      | kpt. piech. Maksymilian Zodrow                                  | był w 1923, do III 1925                                         | I referent PKU Kalisz                                           |
| I referent                                                      | kpt. piech. Kazimierz Krahelski                                 | III – 23 VI 1925                                                | KOP                                                             |
| II referent                                                     | urzędnik wojskowy XI rangi / por. kanc. Bolesław Bogacki        | 1923 – V 1925                                                   | referent inwalidzki PKU Gniezno                                 |
| II referent                                                     | por. kanc. Jan Sopiński                                         | V 1925 – II 1926                                                | referent                                                        |
| III referent                                                    | urzędnik wojskowy XI rangi Kazimierz Rostkowski                 |                                                                 |                                                                 |
| referent inwalidzki                                             | urzędnik wojskowy XI rangi Henryk Stachowiak                    | 1923                                                            |                                                                 |
| referent inwalidzki                                             | kpt. piech. Stefan Paluch                                       | III 1925 – II 1926                                              | 57 pp                                                           |
| oficer instrukcyjny                                             | por. piech. Leon Ratajczak                                      | 1923 – 1924                                                     |                                                                 |
| oficer ewidencyjny na powiat czarnkowski                        | por. jazdy Hipolit Ludwik Piątkowski                            | 1 VIII – 29 X 1923                                              | 4 psk                                                           |
| oficer ewidencyjny na powiat czarnkowski                        | urzędnik wojsk. XI rangi / por. kanc. Jan Sopiński              | 29 X 1923 – V 1925                                              | II referent                                                     |
| oficer ewidencyjny na powiat czarnkowski                        | por. kanc. Wilhelm Handl                                        | od V 1925                                                       |                                                                 |
| oficer ewidencyjny na powiat obornicki                          | urzędnik wojskowy XI rangi / por. kanc. Władysław Siennicki     | 1 IX 1923 – V 1925                                              | Kancelaria Sztabu DOK VII                                       |
| oficer ewidencyjny na powiat międzychodzki                      | urzędnik wojskowy XI rangi / por. kanc. Ignacy I Stachowiak     | od 1 VI 1923                                                    |                                                                 |
| oficer ewidencyjny na powiat szamotulski                        | urzędnik wojskowy XI rangi / Jan Sopiński                       | 21 VI – IX 1923                                                 | OE Koźmin PKU Gostyń                                            |
| oficer ewidencyjny na powiat szamotulski                        | urzędnik wojskowy XI rangi Jan Bogacki                          | od IX 1923                                                      |                                                                 |
| Obsada pozostałych stanowisk funkcyjnych PKU w latach 1926–1938 |                                                                 |                                                                 |                                                                 |
| kierownik I referatu administracji rezerw i zastępca komendanta | kpt. piech. Mieczysław Chudziński                               | II – IX 1926                                                    | PKU Równe                                                       |
| kierownik I referatu administracji rezerw i zastępca komendanta | kpt. piech. Marian Stępkowski                                   | p.o. IX 1926 – II 1927                                          | kierownik I referatu PKU Pułtusk                                |
| kierownik I referatu administracji rezerw i zastępca komendanta | kpt. adm. (gosp.) Karol Erben                                   | II 1927 – IX 1930                                               | płatnik 59 pp                                                   |
| kierownik I referatu administracji rezerw i zastępca komendanta | kpt. piech. Czesław Jan Krygier                                 | IX 1930 – był w VI 1935                                         | KRU Hrubieszów                                                  |
| kierownik II referatu poborowego                                | kpt. piech. Edmund Posłuszny                                    | był w 1928 – VI 1930                                            | kierownik I referatu PKU Brześć                                 |
| kierownik II referatu poborowego                                | por. piech. Bolesław Cieślak                                    | IX 1930 – był w VI 1935                                         | KRU Gniezno                                                     |
| referent                                                        | por. kanc. Jan Sopiński                                         | II – IV 1926                                                    | referent PKU Kościan                                            |
| referent                                                        | por. kanc. Jan I Ostrowski                                      | IV 1926 – V 1927                                                | referent PKU Rawa Ruska                                         |
| referent                                                        | por. piech. Bolesław Cieślak                                    | VII 1929 – IX 1930                                              | kierownik II referatu                                           |
| referent inwalidzki                                             | por. kanc. Ignacy Stachowiak                                    | II 1926 – II 1927                                               | kierownictwo administracji koszar Poznań 4                      |
| referent inwalidzki                                             | por. kanc. Stanisław Chłodnicki                                 | 1 I 1927 – IV 1929                                              | dyspozycja Min. Pracy i Opieki Społecznej                       |
| Obsada pozostałych stanowisk funkcyjnych KRU w latach 1938–1939 |                                                                 |                                                                 |                                                                 |
| kierownik I referatu ewidencji                                  | kpt. adm. (piech.) Zenon Batorski                               | był w III 1939                                                  |                                                                 |
| kierownik II referatu uzupełnień                                | kpt. adm. (piech.) Józef Stanisław Kuśnierz                     | był w III 1939                                                  |                                                                 |